# Puente Genil (Gerichtsbezirk)
Der Gerichtsbezirk Puente Genil ist einer der zwölf Gerichtsbezirke in der spanischen Provinz Córdoba.
Der Bezirk umfasst die Gemeinde Puente Genil auf einer Fläche von 171,05 km² mit dem Hauptquartier in Puente Genil.